# لويس دي زيليتا
لويس دي زيليتا هو بروفيسور ودبلوماسي وكاتب وسياسي إسباني، ولد في 8 أبريل 1878 في برشلونة في إسبانيا، وتوفي في 2 أغسطس 1964 في نيويورك في الولايات المتحدة. نشط حزبياً في حزب الإصلاح وحزب العمل الجمهوري.

## مناصب
- انتخب سفير إسبانيا لدى ألمانيا  [لغات أخرى]‏.
- انتخب Member of the Cortes republicanas  [لغات أخرى]‏ عن دائرة Badajoz ‏ خلال فترته النيابية ‏ (18 يوليو 1931 – 1 أغسطس 1933).
- انتخب member of the Congress of Deputies  [لغات أخرى]‏ عن دائرة ريدونديلا (4 مايو 1923 – 15 سبتمبر 1923).
- انتخب member of the Congress of Deputies  [لغات أخرى]‏ عن دائرة Madrid ‏ (18 يونيو 1919 – 2 أكتوبر 1920).
- انتخب member of the Congress of Deputies  [لغات أخرى]‏ عن دائرة Barcelona (Congress of Deputies constituency) [الإنجليزية]‏ (11 يوليو 1910 – 2 يناير 1914).
- انتخب وزير الخارجية ‏ (16 ديسمبر 1931 – 12 يونيو 1933).
- انتخب Ambassador of Spain  to the Holy See  [لغات أخرى]‏.